# Agua Fria (condado de San Bernardino)
Agua Fria es un área no incorporada ubicada en el condado de San Bernardino en el estado estadounidense de California.

## Geografía
Agua Fría se encuentra ubicada en las coordenadas 34°14′20″N 117°13′6″O / 34.23889, -117.21833.